# Charisma Carpenter
Charisma Carpenter (Las Vegas, 23 luglio 1970) è un'attrice statunitense.
È conosciuta principalmente per aver interpretato il personaggio di Cordelia Chase nella serie televisiva Buffy l'ammazzavampiri e nel suo spin-off Angel.

## Biografia

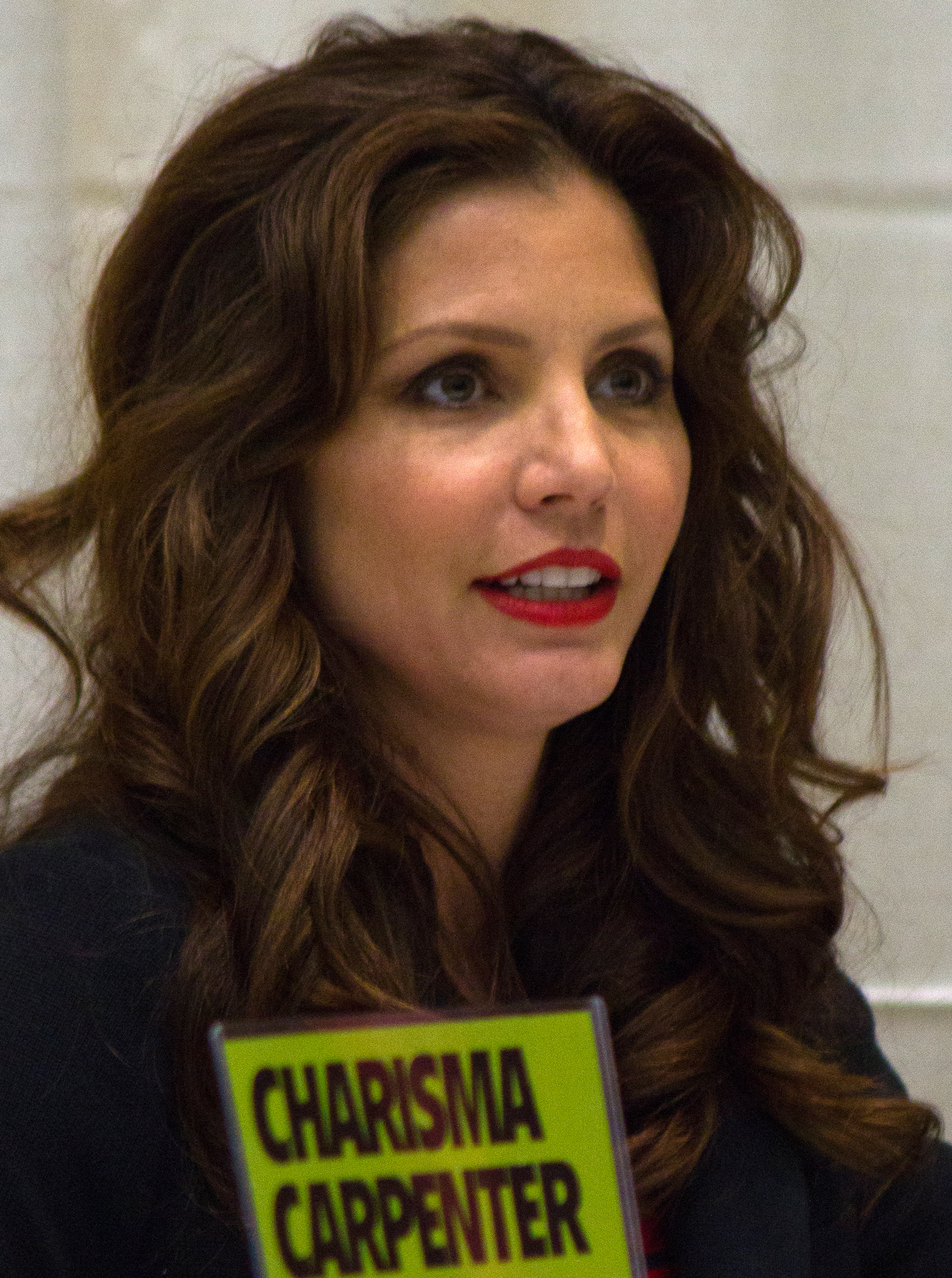
Charisma Carpenter al Toronto Comic-Con nel 2012

Charisma Lee Carpenter nasce a Las Vegas, nel Nevada, il 23 luglio 1970, figlia di Don Carpenter, un negoziante statunitense di origini tedesche e francesi, e di Chris Carpenter, un'operatrice di un rifugio per animali statunitense di origini spagnole. Il suo nome, stando a quanto dichiarato dalla madre, proviene da una marca di un profumo della Avon uscito proprio l'anno della sua nascita. Ha due fratelli più grandi. La sua vita familiare non è stata molto tranquilla poiché i suoi genitori hanno divorziato due volte, la prima nel 1983, e la seconda dopo essersi risposati nel 1996.
Cresce a Las Vegas fino a 15 anni, trasferendosi in seguito con la famiglia dapprima in Messico ed infine a San Diego (in California). A causa di questi trasferimenti frequenta tre diversi licei: la Gorman Catholic High School a Las Vegas, la Bonita High School a San Diego e la School of Creative and Performing Arts, dove si diploma nel 1988. A San Diego, nel 1991, entra a far parte della squadra delle cheerleader dei San Diego Chargers. Conclusi gli studi liceali, viaggia in Europa e si iscrive al college per diventare insegnante di inglese, ma poi decide di trasferirsi a Los Angeles, dove intraprende vari lavori, come cameriera, commessa di videocassette e istruttrice d'aerobica. Dopo un po' di esperienze lavorative s'iscrive alla scuola di recitazione Playhouse West e, dopo essere stata scoperta da un agente commerciale mentre fa la cameriera, partecipa a numerosi spot pubblicitari e fa diverse apparizioni in serie televisive come Baywatch e Crescere, che fatica!, ottenendo anche un ruolo in I ragazzi di Malibu.
Nel 1991, mentre si trova su una spiaggia di San Diego assieme a due amici, viene aggredita da un uomo armato di pistola. L'uomo, dopo aver sparato, senza ferirli però mortalmente, ad entrambi i ragazzi, tenta di stuprare Charisma. Le vittime riescono a reagire e a sopraffare l'uomo, mettendosi in salvo. L'aggressore si rivelerà essere Henry Hubbard Jr, appartenente alle forze dell'ordine e stupratore seriale, che verrà, in seguito, condannato a 56 anni di prigione.
Nel 1997 viene notata dai produttori della serie televisiva Buffy l'ammazzavampiri, che le propongono di partecipare al provino per il ruolo della protagonista Buffy Summers, ma le viene in seguito assegnato il ruolo di Cordelia Chase, che interpreta dal 1997 al 2003, comparendo anche nello spin-off di Buffy, Angel. Dopo Angel, recita in qualità di guest star in serie televisive come Miss Match (2003), Streghe (2004) e Veronica Mars (2005-2006) e ultimamente in Blue Bloods (2013), dove compare in un episodio nella parte di Marianne Romano. Recita parallelamente in film per il cinema e la televisione ed esordisce nel 2013 come conduttrice nel programma-documentario Surviving Evil, trasmesso in Italia col nome Sopravvissuta all'inferno, ridenominato in A un passo dalla morte.

## Vita privata
Nell'ottobre del 2002 si è sposata con l'attore Damian Hardy, con il quale ha avuto un figlio, Donovan, il 23 marzo del 2003. A luglio 2008 i due hanno divorziato.

## Filmografia

### Cinema
- Josh Kirby... Time Warrior: Chapter 1, Planet of the Dino-Knights, regia di Ernest Farino (1995)
- Josh Kirby... Time Warrior: Chapter 2, the Human Pets, regia di Frank Arnold (1995)
- Josh Kirby... Time Warrior: Chapter 6, Last Battle for the Universe, regia di Frank Arnold (1996)
- What Boys Like (The Groomsmen), regia di Lawrence Gay (2003)
- Psychosis, regia di Reg Traviss (2010)
- I mercenari - The Expendables (The Expendables), regia di Sylvester Stallone (2010)
- Crash Site, regia di Jason Bourque (2011)
- I mercenari 2 (The Expendables 2), regia di Simon West (2012)
- Doorway to Heaven, regia di Craig Clyde (2013)
- Bound, regia di Jared Cohn (2015)
- Girl in Woods, regia di Jeremy Benson (2016)
- Mail Order Monster, regia di Paulina Lagudi Ulrich (2018)
- The Griddle House, regia di Paul Tomborello (2018)
- Pegasus - Magico pony, regia di Giorgio Serafini (2019)

### Televisione
- Baywatch – serie TV, episodio 5x05 (1994)
- Crescere, che fatica! (Boys Meets World) – serie TV, episodio 3x10 (1995)
- I ragazzi di Malibu (Malibu Shores) – serie TV, 10 episodi (1996)
- Buffy l'ammazzavampiri (Buffy, the Vampire Slayer) – serie TV, 55 episodi (1997-1999)
- Angel – serie TV, 86 episodi (1999-2004)
- Strange Frequency – serie TV, episodio 1x12 (2001)
- Una single a New York (See Jane Date), regia di Robert Berlinger – film TV (2003)
- Miss Match – serie TV, 4 episodi (2003)
- The Division – serie TV, episodio 4x14 (2004)
- Like Cats and Dogs, regia di James Widdoes – film TV (2004)
- LAX – serie TV, episodio 1x09 (2004)
- Streghe (Charmed) – serie TV, episodi 7x03-7x05-7x10 (2004)
- Veronica Mars – serie TV, 11 episodi (2005-2006)
- Passioni pericolose (Flirting with Danger), regia di Richard Roy – film TV (2006)
- Voodoo Moon, regia di Kevin VanHook – film TV (2006)
- Cheaters' Club, regia di Steve DiMarco – film TV (2006)
- Gara di famiglia (Relative Chaos), regia di Steven Robman – film TV (2006)
- Back to You – serie TV, episodio 1x06 (2007)
- Greek - La confraternita (Greek) – serie TV, 4 episodi (2007-2010)
- Big Shots – serie TV, episodi 1x09-1x11 (2008)
- CSI - Scena del crimine (CSI: Crime Scene Investigation) – serie TV, episodio 9x19 (2009)
- La spada della verità (Legend of the Seeker) – serie TV, episodio 2x01 (2009)
- House of Bones, regia di Jeffery Scott Lando – film TV (2010)
- Il doppio volto della paura (Deadly Sibling Rivalry), regia di Hanelle M. Culpepper – film TV (2011)
- Una famiglia in pericolo (Crash site), regia di Jason Bourque – film TV (2011)
- Burn Notice - Duro a morire (Burn Notice) – serie TV, episodio 5x11 (2011)
- Obsession, regia di George Erschbamer – film TV (2011)
- Supernatural – serie TV, episodio 7x05 (2011)
- Haunted High, regia di Jeffery Scott Lando – film TV (2012)
- The Lying Game – serie TV, 20 episodi (2012-2013)
- Blue Bloods – serie TV, episodio 4x06 (2013)
- Sons of Anarchy – serie TV, episodio 7x12 (2014)
- Scream Queens – serie TV, episodio 1x03 (2015)
- Chicago P.D. – serie TV, episodi 3x15-3x17 (2016)
- Lucifer – serie TV, episodio 2x05 (2016)
- Criminal Minds: Beyond Borders – serie TV, episodio 2x12 (2017)
- 9-1-1 – serie TV, episodio 2x18 (2019)
- Tutti i sospetti su mio padre (The Good Father: The Martin MacNeill Story), regia di Annie Bradley - film TV (2021)

## Doppiatrici italiane
Nelle versioni in italiano delle opere in cui ha recitato, Charisma Carpenter è stata doppiata da:
- Francesca Fiorentini in Buffy l'ammazzavampiri, Angel, La spada della verità, The Lying Game, Blue Bloods, Chicago P.D.
- Domitilla D'Amico in Big Shots, I mercenari - The Expendables, I mercenari 2 - The Expendables
- Laura Romano in Il doppio volto della paura, Supernatural
- Federica Bomba in I ragazzi di Malibù
- Laura Lenghi in Miss Match
- Claudia Catani in Streghe
- Laura Latini in Veronica Mars (st. 1-2)
- Gilberta Crispino in Veronica Mars (ep. 3x01)
- Roberta Pellini in Passioni pericolose
- Ilaria Stagni in Gara di famiglia
- Claudia Razzi in Greek - La confraternita (st. 1-2)
- Alida Milana in Greek - La confraternita (ep. 4x02)
- Michela Alborghetti in CSI - Scena del crimine
- Emanuela D'Amico in Scream Queens
- Barbara De Bortoli in Burn Notice - Duro a morire
- Roberta Maraini in Tutti i sospetti su mio padre
- Alessandra Korompay in 9-1-1
- Michela Tupputi in The Griddle House